# Laufkäferartiger Blütenräuber
Der Laufkäferartige Blütenräuber oder Laufkäferartige Kurzflügler (Anthophagus caraboides) ist ein Käfer aus der Familie der Kurzflügler (Staphylinidae).

## Merkmale
Die Käfer erreichen eine Körperlänge von 4,5 bis 5,5 Millimetern und haben einen gelbbraun glänzenden Körper, bei dem nur das Hinterleibsende etwas dunkler gefärbt ist. Kopf, Halsschild und die verkürzten Deckflügel sind deutlich mit Punkten strukturiert und tragen kurze, anliegende Haare. Der Rand der vorderen zwei Drittel des Halsschildes ist stark nach unten gezogen, sodass er von oben kaum sichtbar ist. Die Fühler der Tiere sind ebenfalls gelbbraun gefärbt, ihr viertes Glied ist doppelt so lang wie breit. Von den Punktaugen (Ocelli) führen schräg nach vorne Rinnen, anhand derer man die ansonsten schlecht erkennbaren hellen Ocelli gut identifizieren kann. Wie auch die übrigen Vertreter der Gattung Anthophagus besitzt auch der Laufkäferartige Blütenräuber am Ende jedes letzten Tarsengliedes einen kleinen Lappen.  

## Vorkommen und Lebensweise
Die Tiere kommen in fast ganz Europa vor. Sie sind vor allem in Mittel- und Nordeuropa und im zentralen und nördlichen europäischen Teil Russlands häufig. Sie kommen stellenweise auch in England und Schottland vor. Man findet sie von April bis September an blühenden Sträuchern, bevorzugt in höheren und feuchten Gebieten. Sie kommen bis in eine Höhe von etwa 2000 Metern vor, sind aber in den alpinen und subalpinen Höhenlagen ebenso wie im Flachland selten.   